# Ilchester
Ilchester är en by och en civil parish i Somerset i England. Orten har 2 153 invånare (2011). Byn nämndes i Domedagsboken (Domesday Book) år 1086, och kallades då Giuelcestre/Giuelecestre/Giuel/Giulecestra/Ciulecestra/Ecclesia.